# 中间法人
中间法人（日语：／ Chūkanhōjin）是日本曾于2002至2008年间设置的一种法人，于2008年12月1日被一般社团法人取代。
中间法人的目的是弥合营利性公司与非政府组织、其他公益性非营利组织之间的差距。在2002年4月1日法律正式实施前，除了工会的成立规则由具体法律规定外，如公寓协会理事会、业余俱乐部等自愿团体商会都是根据非正式协议运作的，其资产在一个或多个团体成员处登记。然而，这意味着在登记资产的成员缺席或有损商誉的情况下，团体的资产可以被挪用，却并不会成为刑事案件；虽然可以通过民事诉讼收回，但这并不能解决资产所有权问题。中间法人及其相关法律旨在保护集团的资产，同时限制对个别成员提起诉讼的可能性。
中间法人有两种类型：有限责任中间法人（日语： Yūgen sekinin chūkan hōjin）与无限责任中间法人（日语： Mugen sekinin chūkan hōjin）。有限责任中间法人的结构和功能与有限公司相似，而无限责任中间法人则更类似于合伙企业。